# Kejsarspett
Kejsarspett (Campephilus imperialis) är en akut hotad och möjligen utdöd fågel i familjen hackspettar med utbredningsområde i Mexiko.

## Utseende och läten
Kejsarspetten är, eller var, en mycket stor (56–60 cm) stor hackspett. Den är mestadels svart med stora, vita vingfläckar och som tunna vita hängslen på manteln. Näbben är mycket kraftig och elfenbensfärgad.
Hanen har en röd tofs, med svart i mitten, och är även röd på nacken. Honan saknar det röda, men har en lång och böjd svart tofs. Ungfågeln är brunare. Lätet har beskrivits som liknande en leksakstrumpet.

## Utbredning och status
Kejsarspetten har sitt utbredningsområde i Sierra Madre Occidental i västra Mexiko. Internationella naturvårdsunionen IUCN kategoriserar den som akut hotad, med tillägget möjligen utdöd. Den senaste bekräftade observationen av fågeln gjordes av Dr. William L. Rhein 1956 när han siktade och filmade en vuxen hona. Det finns cirka 160 exemplar på museer runt om i världen.

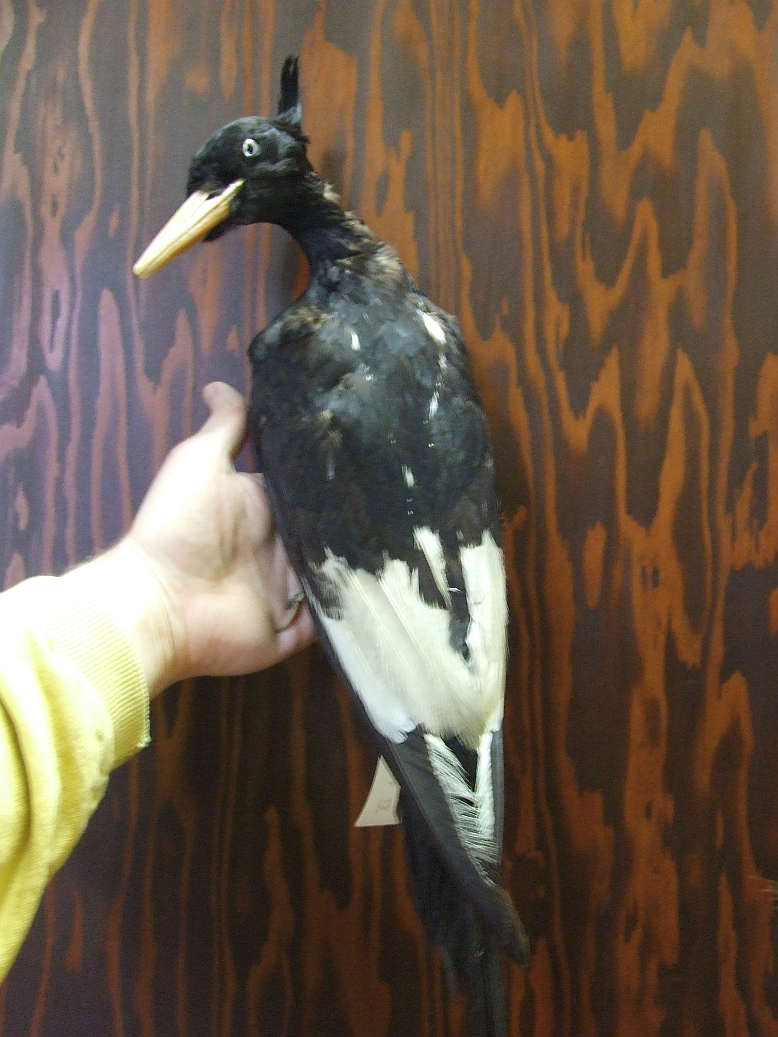
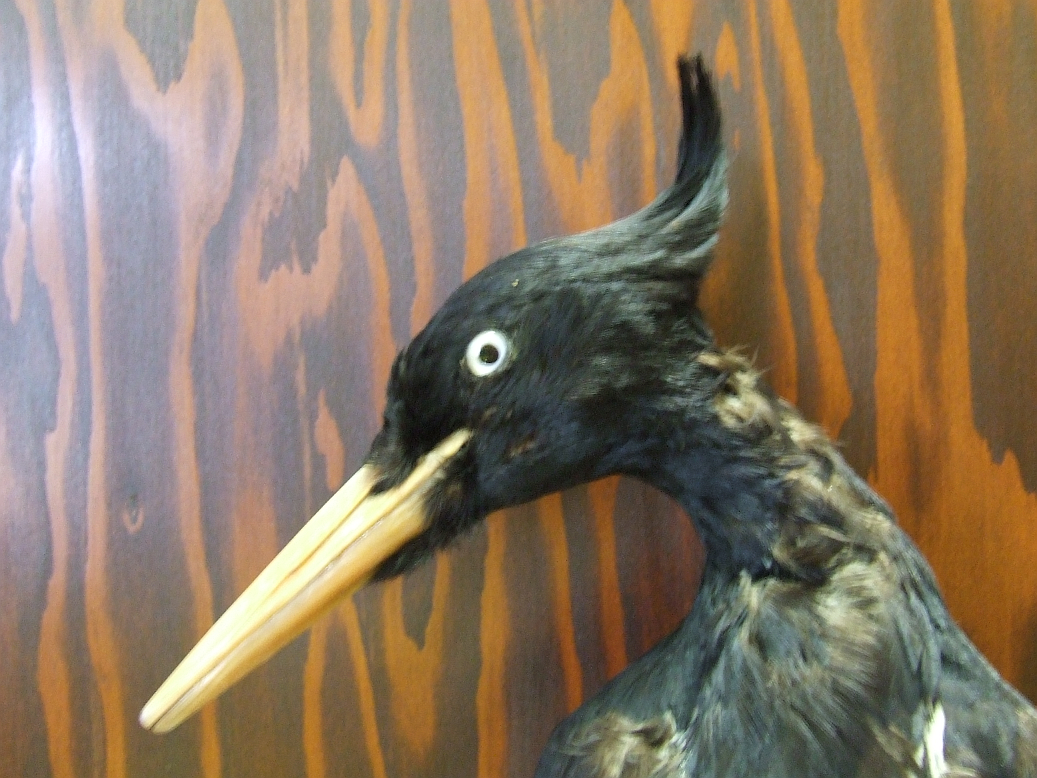